# Atletica leggera ai Giochi della XI Olimpiade - Lancio del giavellotto maschile

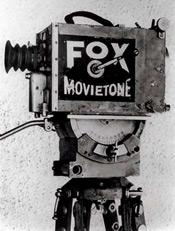
Video della gara (durata: 3'27")

La competizione del lancio del giavellotto maschile di atletica leggera ai Giochi della XI Olimpiade si è disputata il giorno 6 agosto 1936 allo Stadio Olimpico di Berlino.

## L'eccellenza mondiale
| Campione olimpico 1932 | 72,71        | Matti Järvinen | Presente |
| Campione europeo 1934  | 76,66        | Matti Järvinen | Presente |
| Primatista mondiale    | 77,23 (1936) | Matti Järvinen | Presente |

1. ↑  Stabilito il 18 giugno.

Lo squadrone finlandese può fare tripletta. Ma due concorrenti su tre si presentano praticamente da infortunati.

## Risultati

### Turno eliminatorio
Qualificazione60,00 m
Diciassette atleti ottengono la misura richiesta.

La miglior prestazione appartiene a József Várszegi (Hun), con un lancio a 69,7 metri circa (le misure non vengono ufficializzate).
| Pos. | Atleta                | Nazione            | Misura | Misure stimate | Misure stimate | Misure stimate |
| Pos. | Atleta                | Nazione            | Misura | 1°             | 2°             | 3°             |
| ---- | --------------------- | ------------------ | ------ | -------------- | -------------- | -------------- |
| 1    | József Várszegi       | Ungheria           | 69,70  | 58,50          | 69,70          |                |
| 2    | Yrjö Nikkanen         | Finlandia          | 67,00  | 59,60          | 67,00          |                |
| 3    | Matti Järvinen        | Finlandia          | 66,00  | 66,00          |                |                |
| 4    | Eugeniusz Lokajski    | Polonia            | 65,50  | 65,50          |                |                |
| 5    | Gustav Sule           | Estonia            | 64,90  | 64,90          |                |                |
| 5    | Kalervo Toivonen      | Finlandia          | 64,90  | 59,00          | 64,90          |                |
| 7    | Lennart Atterwall     | Svezia             | 64,40  | 64,40          |                |                |
| 8    | Gerhard Stöck         | Germania           | 63,50  | 63,50          |                |                |
| 9    | Gottfried Weimann     | Germania           | 63,20  | 63,20          |                |                |
| 10   | Walter Turczyk        | Polonia            | 63,10  | 59,00          | n              | 63,10          |
| 11   | Oto Jurģis            | Lettonia           | 61,90  | 58,00          | 59,80          | 61,90          |
| 12   | Jaap van der Poll     | Paesi Bassi        | 61,70  | 58,00          | 61,70          |                |
| 13   | Alton Terry           | Stati Uniti        | 61,50  | 61,50          |                |                |
| 14   | Lee Bartlett          | Stati Uniti        | 60,80  | 60,80          |                |                |
| 15   | Friedrich Gerdes      | Germania           | 60,30  | n              | 60,30          |                |
| 15   | James Courtright      | Canada             | 60,30  | n              | 60,30          |                |
| 17   | Malcolm Metcalf       | Stati Uniti        | 60,20  | 60,20          |                |                |
| 18   | Ibrahim Okasha        | Egitto             | 58,00  | 50,00          | n              | 58,00          |
| 19   | Konstantinos Metaxas  | Grecia             | 56,00  | 50,00          | 56,00          | 56,00          |
| 20   | Noboru Ueno           | Giappone           | 55,00  | 54,00          | 55,00          | 48,00          |
| 20   | Rudolf Markušić       | Jugoslavia         | 55,00  | 50,00          | 55,00          | 50,00          |
| 22   | Josef Neumann         | Svizzera           | 52,00  | 52,00          | 50,00          | 47,00          |
| 22   | Kristján Vattnes      | Islanda            | 52,00  | 46,00          | 52,00          | 45,00          |
| 22   | Napoleon Papageorgiou | Grecia             | 52,00  | 50,00          | 52,00          | 52,00          |
| 25   | Josef Klein           | Cecoslovacchia     | 50,00  | 50,00          | n              | 50,00          |
| 26   | Hoh Chunde            | Repubblica di Cina | 48,00  | 48,00          | 40,00          | 40,00          |
| 26   | Pavol Mal'a           | Cecoslovacchia     | 48,00  | n              | 48,00          | 48,00          |
| 28   | Elias Gutiérrez       | Colombia           | 35,00  | 31,10          | 35,00          | n              |

### Finale
Il campione olimpico Järvinen, che ha da poco stabilito il suo decimo primato del mondo, è reduce da un infortunio alla schiena e non va oltre il quinto posto. L'oro va all'atleta di casa Gerhard Stöck, che ottiene la vittoria della vita con un lancio vicino ai 72 metri.

Nikkanen limita i danni e scaglia l'attrezzo a 70,77, cogliendo l'argento. A soli 5 cm si piazza il connazionale Toivonen (terzo), l'unico che sta bene e che batte il suo personale.

| Pos.    | Atleta             | Età | Nazione     | Misura | Lanci di finale | Lanci di finale | Lanci di finale | Lanci di finale | Lanci di finale | Lanci di finale |
| Pos.    | Atleta             | Età | Nazione     | Misura | 1°              | 2°              | 3°              | 4°              | 5°              | 6°              |
| ------- | ------------------ | --- | ----------- | ------ | --------------- | --------------- | --------------- | --------------- | --------------- | --------------- |
| Oro     | Gerhard Stöck      | 26  | Germania    | 71,84  | n               | 68,11           | 65,50           | 66,00           | 71,84           | 65,00           |
| Argento | Yrjö Nikkanen      | 21  | Finlandia   | 70,77  | n               | 70,77           | n               | 62,00           | 62,00           | 63,00           |
| Bronzo  | Kalervo Toivonen   | 23  | Finlandia   | 70,72  | 62,00           | 67,00           | 68,76           | n               | 70,72           | n               |
| 4       | Lennart Atterwall  | 25  | Svezia      | 69,20  | 67,15           | 69,20           | n               | 65,00           | 61,00           | 62,00           |
| 5       | Matti Järvinen     | 27  | Finlandia   | 69,18  | 68,30           | 69,18           | n               | 64,00           | n               | 66,00           |
| 6       | Alton Terry        | 23  | Stati Uniti | 67,15  | 67,10           | 67,15           | n               | 64,00           | 65,00           | 62,00           |
| 7       | Eugeniusz Lokajski | 26  | Polonia     | 66,39  |                 |                 |                 |                 |                 |                 |
| 8       | József Várszegi    | 25  | Ungheria    | 65,30  |                 |                 |                 |                 |                 |                 |
| 9       | Gottfried Weimann  | 28  | Germania    | 63,58  |                 |                 |                 |                 |                 |                 |
| 10      | Walter Turczyk     | 26  | Polonia     | 63,36  |                 |                 |                 |                 |                 |                 |
| 11      | Gustav Sule        | 25  | Estonia     | 63,26  |                 |                 |                 |                 |                 |                 |
| 12      | Lee Bartlett       | 29  | Stati Uniti | 61,15  |                 |                 |                 |                 |                 |                 |
| 13      | Oto Jurģis         | 32  | Lettonia    | 60,71  |                 |                 |                 |                 |                 |                 |
| 14      | James Courtright   | 21  | Canada      | 60,54  |                 |                 |                 |                 |                 |                 |
| 15      | Malcolm Metcalf    | 25  | Stati Uniti | 58,20  |                 |                 |                 |                 |                 |                 |
| 16      | Jaap van der Poll  | 22  | Paesi Bassi | 56,25  |                 |                 |                 |                 |                 |                 |
| 17      | Friedrich Gerdes   | 25  | Germania    | 55,93  |                 |                 |                 |                 |                 |                 |